# Liar Game
Liar Game (ライアーゲーム Raiā Gēmu) er en japansk manga skrevet og tegnet af Kaitani Shinobu. Serien er ongoing og startede 2005 udgivet af Weekly Young Jump. Senere er der blevet lavet en live drama som første gang blev vist på tv den 14. april 2007.

## Plot
Nao Kanzaki, en ærlig studerende, modtager 100 millioner yen (omkring $1.000.000) og en invitation til at deltage i et spil kaldet "Liar Game Tournament". Da Nao hurtigt bliver snydt af sin modstander, tyer hun til den før-dømte svindler Shinichi Akiyama for hjælp til at få sine penge tilbage. Selvom Akiyama er tøvende går han med til at hjælpe Nao, på betingelse af, at de både stjæler Naos stjålne penge og modstanderen Fujisawas penge og at Akiyama får halvdelen af pengene som betaling.
Det lykkes Akiyama at få alle pengene og vinder første runde af spillet for Nao. Men da spilles syntes ovre, dukker nye runder frem, og hvis man taber står man i bundløs gæld til Liar Game-firmaet. Til gengæld kan man med sine vundne penge efter hver runde 'købe' sig fri af spillet. Nu prøver Akiyama og Nao at vinde hver runde af spillet for at købe taberne fri og afsløre Liar Game-organisationens sande ansigt.
| Anime eller manga | Spire Denne artikel om en anime og/eller manga er en spire som bør udbygges. Du er velkommen til at hjælpe Wikipedia ved at udvide den. |